# Cyrtopilus
Cyrtopilus is een geslacht van kevers uit de familie van de loopkevers (Carabidae). De wetenschappelijke naam van het geslacht is voor het eerst geldig gepubliceerd in 1985 door Basilewsky.

## Soorten
Het geslacht Cyrtopilus is monotypisch en omvat slechts de volgende soort:
- Cyrtopilus madecassus Basilewsky, 1985